# دانييل بريتو
دانييل بريتو (بالإسبانية: Daniel Prieto)‏ (1 يوليو 1995 بليما في بيرو - ) هو مدرب كرة قدم ولاعب كرة قدم بيروفي في مركز حراسة المرمى. شارك مع منتخب البيرو تحت 20 سنة لكرة القدم. أما مع النوادي، فقد لعب مع أليانزا ليما.

## وصلات خارجية
- دانييل بريتو على موقع قاعدة بيانات كرة القدم.إي يو (الإنجليزية)
- دانييل بريتو على موقع Soccerway.com (الإنجليزية)